# Pelegriñón
Pelegriñón (Pelegrinyó en catalán) es una localidad despoblada perteneciente al municipio de Alcampell, en la comarca de La Litera, provincia de Huesca, Aragón.

## Situación y geografía
Se encuentra situado junto a una gran mole rocosa muy cerca de los barrancos de Alcaná y Vivés. Es posible acceder a la localidad por varias pistas que habitualmente recorren ciclistas y senderistas, y, al igual que para ir al cercano despoblado de Rocafort, la mejor opción es una pista de 5 kilómetros que sale desde las piscinas de Alcampell. En cuanto a otras poblaciones cercanas, algo más de 4 kilómetros separan Pelegriñón de San Esteban de Litera, distancia algo menor a los 7 kilómetros que se deben recorrer para llegar hasta Tamarite de Litera.

## Historia
La primera referencia documental aparece en el año 1090, momento en el que se le menciona como conquistado por Armengol IV de Urgel. Con el tiempo, su propiedad cambiará, ya que otro documento de 1234 firmado por Jaime I reconoce como propietario del lugar a Raimundo Peralta. En 1845 contaba con 20 casas abiertas. En ese momento, Pascual Madoz definió su terreno como de monte y de llano, y documentó que varios caminos lo cruzaban. El correo se recibía en Tamarite de Litera los lunes y jueves y llegaba a la localidad los martes y viernes.
Fue un pueblo agrícola y ganadero bastante pobre. Las principales producciones de Pelegriñón eran trigo, centeno, cebada, vino y aceite, y en el terreno ganadero se criaban ovejas. Jamás llegaron los recursos básicos como la electricidad, ya que el pueblo se apagó antes, en la década de los sesenta. Concretamente, el autor José Cardús Llanas documentó para el Heraldo de Aragón que en 1964 tan solo quedaba un habitante.
Para las fiestas se improvisaba una pista de baile delimitando el espacio con un cordel, y para la iluminación utilizaban candiles de aceite. La música corría a cargo de un vecino que tocaba el violín.
En la actualidad, los antiguos vecinos continúan reuniéndose en mayo en la cercana y nueva ermita de Santa Ana (construida en 1984), situada a unos 500 metros del pueblo.

## Patrimonio
Su aspecto actual es bastante malo, fruto del expolio que sufrió las décadas posteriores a su despoblación. Sin embargo, se mantiene la iglesia dedicada a Santa Ana. Tiene claros orígenes románicos, aunque las sucesivas reformas han desfigurado su aspecto. La nave se halla cubierta de una bóveda de lunetos que está ya derruida. El ábside es circular, y la puerta de acceso y la espadaña se sitúan en el lado oeste.
De este templo salió una pieza valiosa. Se trata de un cáliz liso de plata, de estilo neoclásico, que en la actualidad se encuentra en el Museo Diocesano de Barbastro-Monzón. Fue una donación que realizó el rey de España siguiendo una tradición. Este en particular fue un presente de Fernando VII y fue uno de los últimos que regaló, concretamente, en 1833.

## Demografía
Pelegriñón alcanzó su techo poblacional en el año 1900, con 61 habitantes.
| Año        | 1900 | 1910 | 1920 | 1930 | 1940 | 1950 | 1960 | 1970 | 1980 | 1990 | 2000 |
| ---------- | ---- | ---- | ---- | ---- | ---- | ---- | ---- | ---- | ---- | ---- | ---- |
| Habitantes | 61   | 59   | 45   | 50   | 51   | 27   | 11   | -    | -    | -    | -    |